# 조팽조
조팽조(趙彭祖, ? ~ 기원전 75년)는 전한 중기의 관료로, 평원군 사람이다.

## 생애
원봉 4년(기원전 77년), 하내태수에서 대사농으로 승진하였으나 2년 후 죽었다.

## 출전
- 반고, 《한서》 권19하 백관공경표 下

| 전임 양창 | 전한의 대사농 기원전 77년 ~ 기원전 75년 | 후임 전연년 |